# Videosintetitzador Paik-Abe
El Videosintetitzador Paik-Abe també conegut com The Wobbulator, o com PAVS (sigles en anglès de Paik/Abe Video Synthesizer), és un model que el videoartista coreà Nam June Paik (1932-2006), considerat el pare del videoart contemporani, va crear juntament amb l'enginyer Shuya Abe a finals de l'any 1969. Aquest videosintetitzador generava noves i canviants composicions visuals al monitor mitjançant aparells externs que no eren necessàriament la càmera.
El prototip, que va ser el primer en utilitzar-se en una emissió televisiva, permetia produir efectes en la pantalla del televisor que actuava com un llenç on representar-hi tant diferents formes distorsionades com acoloriments respecte de les imatges enregistrades. Ho feia a través de patrons interns i tenia la capacitat de produir electrònicament un senyal de vídeo. El resultat era l'obtenció d'imatges derivades que eren utilitzades com una forma d'expressió abstracta i conceptual. Amb aquest aparell, Nam June Paik i Shuya Abe van aconseguir desenvolupar un instrument modulador per reproduir noves manifestacions artístiques. El Videosintetitzador Paik-Abe va esdevenir un dels elements bàsics per a les instal·lacions posteriors de Nam June Paik, però els seus avantatges també van ser incorporats en les emissions televisives convencionals.

## Context
Contemporàniament amb l'expressionisme abstracte americà i una dècada i mitja després de la Segona Guerra Mundial, sorgeix la inquietud d'investigar artísticament amb els avenços tecnològics que es van implementant en la societat.
Els moviments contestataris, apadrinats per revoltes polítiques com la del Maig francès, també van afectar i propiciar l'auge de la reivindicació cultural. La transgressió va esdevenir el comú denominador de molts moviments neoavantguardistes i George Maciunas, que capitanejava la xarxa internacional d'artistes neodadaïstes Fluxus, va materialitzar l'ànsia rupturista a través de manifestos en contra de l'art establert per una banda i de representacions inèdites fins aleshores, per l'altra. Rebuig a la creació tradicional; oda a la improvisació i art discontinu i efímer van ser la base de concerts, performances i instal·lacions de la neoavantguarda experimental.
Un dels elements de xoc van ser els mitjans de comunicació massius com la televisió.
Abans del seu trasllat a Amèrica i mentre residia a Alemanya- Nam June Paik s'havia adonat que la televisió canviaria definitivament la societat. En la dècada dels seixanta, aquest aparell ja ocupava les sales d'estar de milions de llars. El visionari videoartista va decidir ser-ne crític, d'acord amb els postulats de Fluxus, però també es va determinar per tenir-ne el control mitjançant la seva manipulació i la construcció de recursos tècnics propis. Així, l'any 1963 va presentar, juntament amb l'enginyer i amic Shuya Abe l'obra 13 Distorsed TV Sets. Paik es va centrar en les creacions originals i en la configuració del vídeo com a canal principal d'un univers artístic i desmitificador fins a la dècada dels vuitanta quan va abandonar definitivament la doctrina Fluxus.

## Història
Nam June Paik havia marcat l'inici del vídeo orientat a l'art amb la gravació, amb Sony Portapak, d'un viatge del Papa Pau VI a Nova York, titulat Electronic Video Recorder i que es va presentar com a obra artística l'any 1965 a la Galeria Bonino. La preestrena l'havia fet el mateix dia de la gravació al cafè Go Go. Abans, però, ja havia experimentat a bastament les possibilitats artístiques que oferia la manipulació d'aparells televisius amb obres amb base filosòfica oriental desenvolupades durant la dècada dels anys seixanta com Zen for TV (1963) o, més tard, incidint externament amb un imant, Magnet TV (1965). Quan s'adonà que les eines per a la manipulació d'imatges videogràfiques s'havien quedat obsoletes va investigar noves maneres de generació de composicions audiovisuals.
Fins aleshores, la tecnologia més innovadora en l'àmbit audiovisual tan sols actuava modificant el so mitjançant el sintetitzador Minimoog, ideat per Robert Moog, i que va revolucionar el món de l'àudio degut a les variacions que permetia fer als seus usuaris. Va ser el Modular Audio Synthesizer (1964) del mateix enginyer el que va servir d'exemple per a la posterior fabricació de videosintetitzadors.
El 1966, abans de la invenció del videosintetitzador, Nam June Paik estrenava una gravació anomenada Beatles Electronique on combinava el color amb el blanc i negre acompanyant les imatges amb sons repetitius. Hi va inserir elements electrònics usant figures icòniques del pop d'aquell moment, com el grup The Beatles.
Vuit anys abans, l'any 1958, el director i productor Fred Barzyk assumí la direcció d'uns avorrits i tediosos estudis, els WGBH de Boston. Entre les mesures per a modernitzar els equipaments hi hagué la d'adquirir nous commutadors amb capacitat per a treballar amb color. Més tard i seguint la línia innovadora, amb fons de la National Endowment for the Humanities, la Ford Foundation i la Rockefeller Foundation, es va oferir a tècnics i a artistes a participar en el programa WGBH's artist-in-residence. Entre els primers residents hi havia Nam June Paik. El març de 1969, i sota el títol The Medium is the Medium, es van representar les obres de sis artistes amb mitjans cedits per WGBH. Paik hi presentà Electronic Opera #1, amb l'aparició d'una dansaire nua. En aquesta ocasió, va utilitzar tres càmeres de color amb la finalitat de fer barreges d'imatges i també positivar-les i negativar-les. El resultat fou un visionat de nebuloses maragdes bombardejades per guspires de llum; amants besant-se en colors negativats i l'alternança entre l'establishment, representat per la figura deformada de Richard Nixon, i persones contestatàries amb indumentàries hippies, també deformades i recargolades.
A principis de 1970, l'artista Ron Hays va arribar als estudis i va desenvolupar un mètode sistemàtic pel control dels patrons de color i síntesi d'imatge amb el PAVS.
Després de la seva etapa neodadaïsta a Fluxus amb George Maciunas, l'artista va indagar en les possibilitats de la imatge videogràfica. Paik no s'hi va posar de primeres a canviar els paràmetres de visionat de la televisió. Havia estat un ferm atacant de la televisió convencional. Per aquest motiu i encara que sembli contradictori, s'hi va endinsar fins a aconseguir, ja a la dècada dels anys 80, una estructura conversacional global mitjançant l'emissió de programació via satèl·lit.
L'1 d'agost de 1970, i amb un pressupost de 10.000$, el Videosintetitzador Paik-Abe es va estrenar al canal 44 de la televisió pública amb una emissió de quatre hores anomenada Video Commune: Beatles from Beginning to End. – An Experiment for Television. Aquest collage estava compost per imatges gravades, remesclades i processades amb el videosintetitzador que contenien publicitat nipona. El so de The Beatles va servir per a donar continuïtat i estructura a la peça. A través del Centre de Televisió Experimental (ETC) (1969-2011), institució d'art i mitjans electrònics sense ànim de lucre amb seu a l'estat de Nova York, l'any 1971 es va rebre finançament del Consell d'Estat de Nova York per a les Arts destinat al projecte. ETC tenia com a objectiu desenvolupar les expressions artístiques individuals fent servir com a instrument la tecnologia electrònica. Amb aquesta injecció econòmica, l'any 1972, un nou PAVS va ser dissenyat i construït per David Jones i Robert Diamond per a una emissora pública de caràcter educatiu, la WNET-TV. Durant el transcurs dels anys 70 del segle xx, ETC va posar a disposició dels alumnes el videosintetitzador com a base perquè altres artistes i dissenyadors creessin nous dispositius com les eines coloristes, els seqüenciadors o els sistemes de control.
La tecnologia del Videosintetitzador Paik-Abe va ser utilitzada, entre d'altres, a la cinta Global Groove (1973) que es visionava a la instal·lació TV Garden (1974), on plantes vives de diferents mides creixien al voltant de monitors. També es va fer servir per a una versió modificada de l'obra Participation TV. En aquesta ocasió, una càmera enregistrava al públic en circuit tancat connectat al Videosintetitzador Paik-Abe. Els moviments dels espectadors generaven variacions de forma i de color en la imatge.
Quant als avantatges que la màquina oferia, Paik va manifestar:
"Això (Videosintetitzador Paik-Abe) ens permetrà donar formes a la pantalla del televisor, com si fos un llenç; amb tanta precisió com Leonardo; tan lliurement com Picasso; amb tan de color com Renoir; amb tanta profunditat com Mondrian; tan violentament com Pollock i tan líricament com Jasper Johns".
La intenció de Paik era anar més enllà de la creació d'un nou instrument. Proclamava que l'objectiu principal de combinar art i tecnologia no raïa en com fer un nou giny tecnològic sinó en com humanitzar la tecnologia i els mitjans electrònics. En modelar les imatges, Paik les vehiculava per obtenir un llenguatge visual aleatori que es convertiria en la matriu de les seves cintes de vídeo i instal·lacions.
L'inventor va afirmar: "Aquest sistema, dissenyat per produir fenòmens visuals impredictibles, és com una “màquina descuidada, com jo".
Un exemplar del Videosintetitzador Paik-Abe es pot visitar al Museu d'art Kunsthalle Bremen, Alemanya. Encara que actualment el videosintetitzador no funciona des de l'any 1980, el cos de l'aparell està exposat a manera d'escultura. A la part superior hi ha monitors que inclouen les imatges que Paik havia fet en la dècada dels anys setanta.

## Funcionament
Els videosintetitzadors tenen un grau de complexitat més elevat que els sintetitzadors d'àudio, ja que els senyals de vídeo cobreixen un espectre de freqüència cents cops més gran.
Hi ha autors que consideren el Videosintetitzador Paik-Abe com un simple processador, ja que no sintetitza les imatges sinó que les manipula.
Si bé el Videosintetitzador Paik-Abe va ser, en un principi, una eina colorista, sovint podia incorporar un modulador adjacent. Amb set capes, el PAVS permetia la mescla manual de tots set senyals de vídeo. La mescla s'aplicava a les tres entrades d'un codificador de color i després passava a través d'un amplificador de sortida de processament no-lineal. Els controls del panell per a cada canal d'entrada incloïen un control de guany, un interruptor on/off i els controls de mescla de color. Aquests controls dirigien el vídeo en una o dues entrades de codificador. Una eina colorista (colorizer en anglès) assignava diferents colors per als diferents nivells de brillantor de l'escala de grisos d'una imatge de vídeo. Els components amb alta lluminositat passaven a “negativar-se”, mentre que els components de baixa lluminositat podien passar sense canvis. Els canals amb selectors permetien una opció d'entrada a una entrada del codificador o a una matriu de dues entrades. A partir de l'esquerra, les opcions eren Vermell, Verd, Blau,(RGB) Vermell-Verd, Vermell-Blau, Verd-Blau. En determinats aparells Paik-Abe s'ometia una de les opcions i només n'hi havia cinc, però tot el ventall estava en disponibilitat gràcies als canals commutables.
El sistema de color era NTSC (National Television System Committee), establert per la Comissió Federal de Comunicacions (FCC).
En el seu vessant de mesclador, el Videosintetitzador Paik-Abe retornava efectes mai vistos anteriorment, ja que hi havia imatges que podien aparèixer una a sobre de l'altra, o bé superposades.
L'edició sempre era en temps real.

## Primers videosintetitzadors
- Piano Optophonic. Considerat com la primera forma de videosintetitzador, va ser ideat pel pintor futurista rus Vladimir Baranoff Rosiné (1888-1944) l'any 1916. Era un instrument semblant al piano que duia acoblat un mecanisme per a projectar llum mentre s'estava interpretant.[40]

- ANIMAC. Sintetitzador electrònic també anomenat «The Bone Generator». Fou creat per Lee Harrison III. L'objectiu era desenvolupar un equip d'animació gràfica híbrida.[41] Dan Slater va crear diversos sintetitzadors analògics d'imatges des del 1966. També va desenvolupar lslit-scan camera. Degut a la seva experiència en aquest sistema va col·laborar amb en Douglas Trumbull en seqüències de la pel·lícula 2001: una odissea de l'espai.[42]

- The Vidium “MKII”. Any 1969. Creat per William E. Hearn. Era un sintetitzador analògic utilitzat com a generador de patrons de color. Inspirat en una exposició anomenada "Sidebands” a l'Exploratorium de San Francisco a la dècada dels setanta.[43]

- GROOVE. Any 1970. Presentat per Max Mathews (1926-2011). Fou un dels primers instruments amb capacitat de produir tant àudio com vídeo. Més endavant, va ser reconstruït juntament amb Laurie Spiegel i va passar a anomenar-se VAMPIRE.[44]

- Electronic Video Synthesizer (EVS). Ideat per Eric Siegel. Any 1970. Amb generadors de color i de patrons, apte per a la mescla i l'abstracció d'un senyal de vídeo.[45][46]

- Direct Video Synthesizer. Enginyat pel videoartista Steven Beck. Any 1970. Va néixer amb la necessitat de fer, segons l'autor, “alguna cosa bonica amb la televisió”.[47][48]

- Image Processor. Patentat per Dan Sanding. Des de 1971 fins a 1973. Els seus dissenys es van basar amb el sintetitzador Moog.

- Videosintetitzador Rutt-Etra. Concebut com un ordinador analògic per a la manipulació de la trama de vídeo, va ser ideat per Steve Rutt i per l'operador de càmera Bill Etra. El 1971, els artistes Woody i Steina Vasulka van iniciar un espai per a perfomances anomenat The Kitchen juntament amb Bill Etra i el seu videosintetitzador.